# Subducție

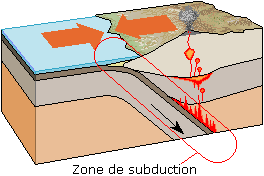
Schema simplificată a unei zone de subducție

Termenul de subducție se referă la zona diametral opusă celei de rift. Practic, placa oceanică se ciocnește cu alta și se scufundă înapoi în astenosferă unde se topește.
Vor rezulta cutremure și lanțuri muntoase vulcanice pe continent sau arcuri vulcanici pe ocean. Subducția se produce sub un unghi de 50-60 de grade și pe o suprafață numită plan Benióff, după numele celui ce a studiat-o.